# Valkjärvi (sjö i Finland, Nyland)

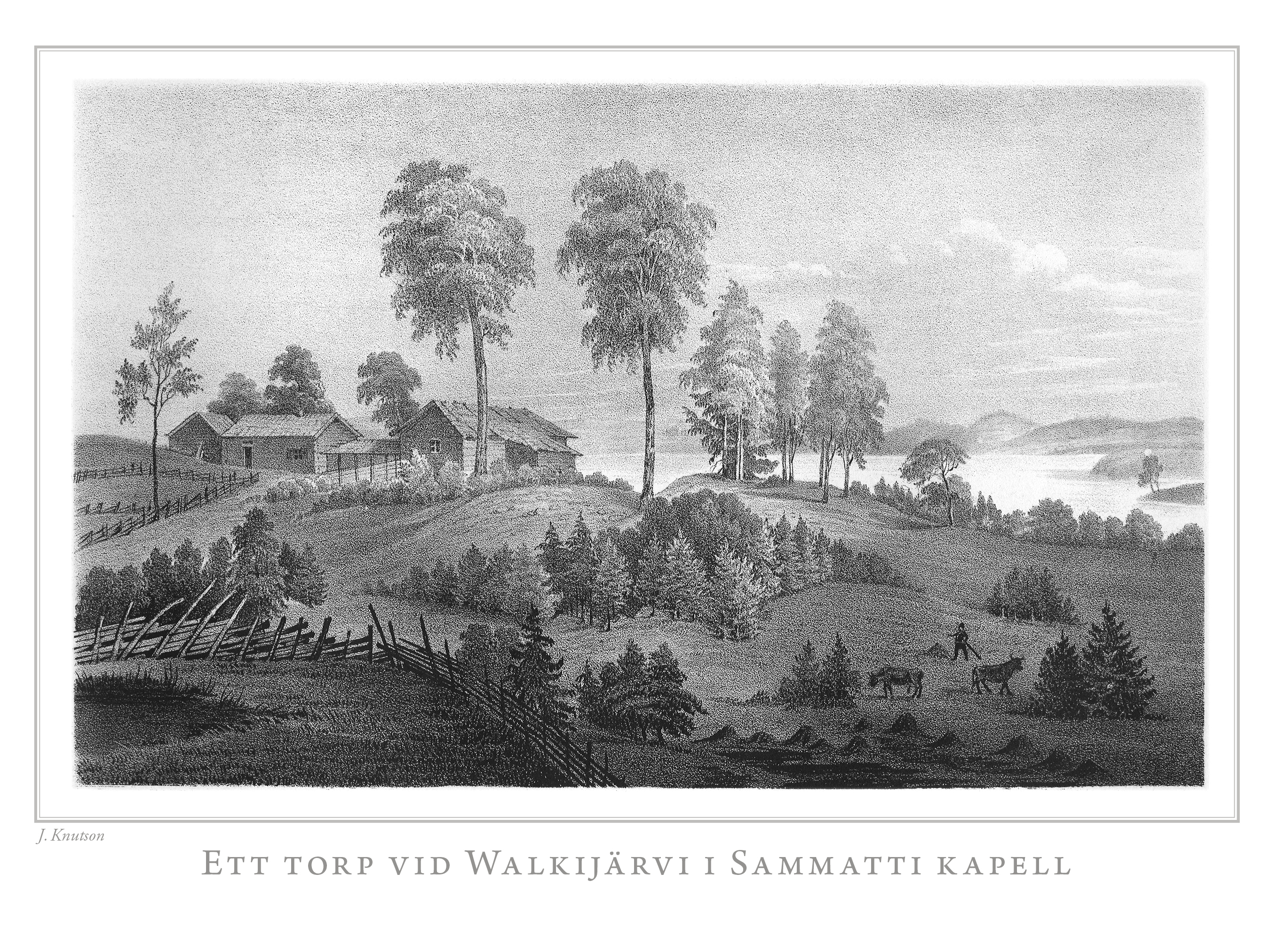
Litografi av ett torp vid Walkijärvi i Sammatti kapell i Finland framstäldt i teckningar utgiven 1845-1852.

Valkjärvi är en sjö i Lojo stad i Finland.   Den ligger i landskapet Nyland, i den södra delen av landet, 60 km väster om huvudstaden Helsingfors. Valkjärvi ligger 57,6 meter över havet. Arean är 85,8 hektar och strandlinjen är 6,45 kilometer lång. Sjön  ingår i Karisåns huvudavrinningsområde.   I omgivningarna runt Valkjärvi växer i huvudsak blandskog. I sjön finns flera öar, den största är Suurisaari.